# Beilschmiedia jabassensis
Espèce
Synonymes
- Tylostemon jabassensis Engl. & K. Krause[1]

Beilschmiedia jabassensis est une espèce de plantes à fleurs de la famille des Lauraceae et du genre Beilschmiedia selon la classification phylogénétique.
Son épithète spécifique fait référence à Yabassi où elle est localisée.

## Découverte et description
Beilschmiedia jabassensis est une plante endémique du Cameroun.